# شائو کانگ
شی شائو کانگ(姒少康) (حکومت ۲۰۰۷ پیش از میلاد - ۱۹۸۵ پیش از میلاد) ششمین فرمانروای دودمان شیا در چین بود. نام او در اسطوره‌های چینی، پسر سی شیانگ آمده‌است. او نینگ(宁) نیز نامیده شده است؛ وی در سال بینگوو تاج بر سر نهاد. در سال هجدهم حکومتش، تختگه را به یوآن بُرد. وی ۲۱ سال فرمان راند و پس از آن درگذشت.